# Avant (испанские железные дороги)

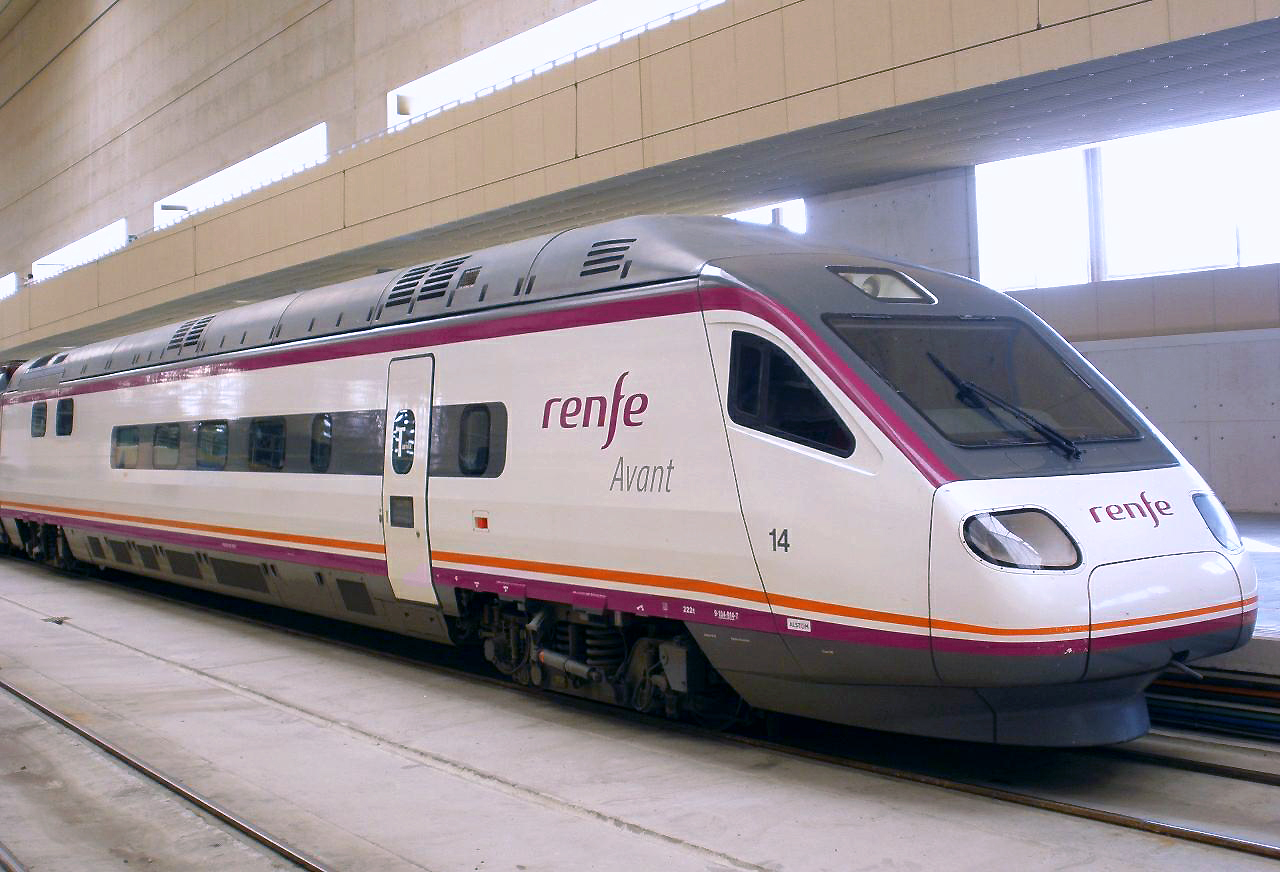
Поезд Avant серии 104 на станции Сарагоса-Делисиас.

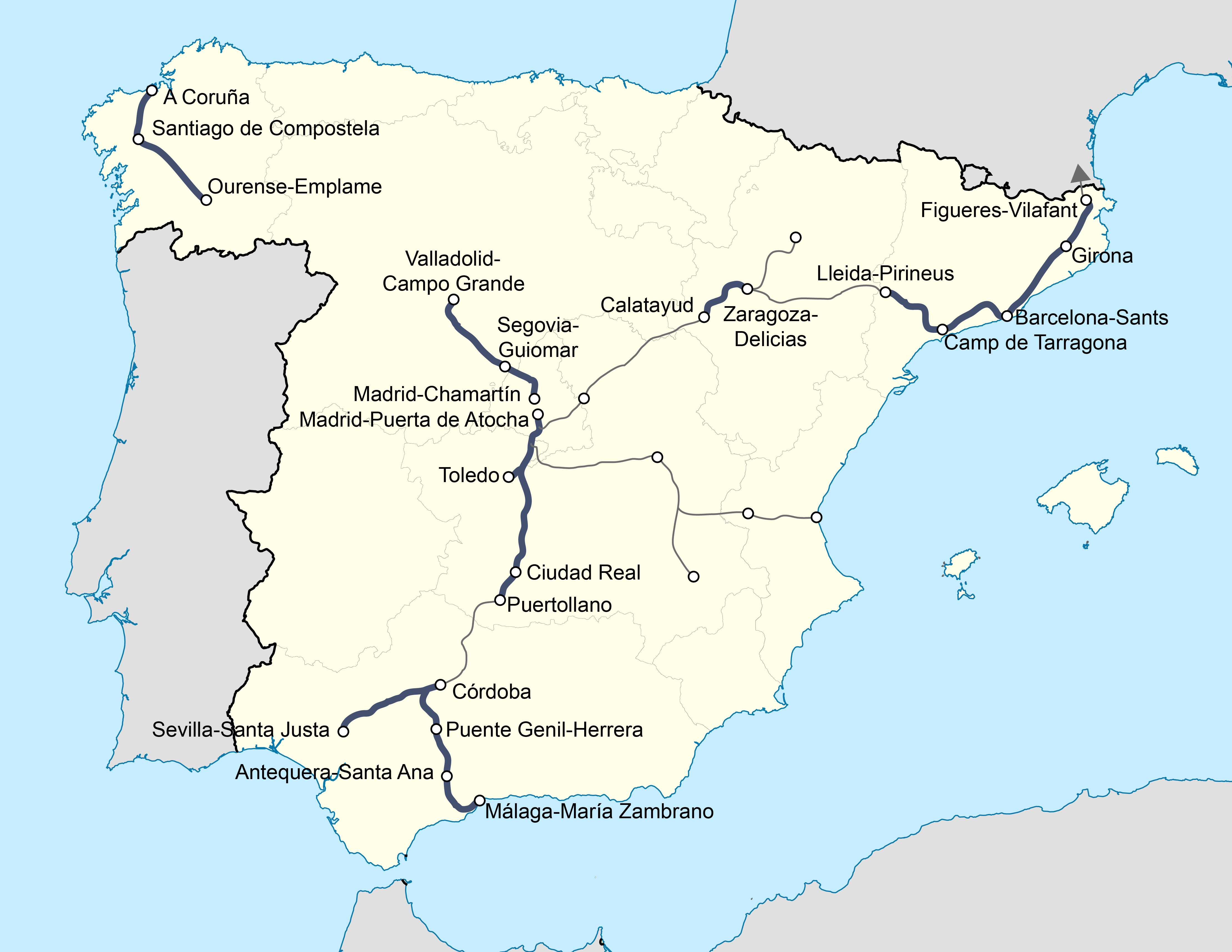
Маршруты Avant на карте Испании.

Avant — торговая марка региональных высокоскоростных пассажирских перевозок, осуществляемых компанией Renfe. Поезда Avant движутся с максимальной скоростью 250 км/ч против 310 км/ч максимальной скорости AVE. Как правило, маршруты Avant охватывают различные провинции в пределах одного и того же автономного сообщества или другого прилегающего к нему сообщества. Региональные перевозки на обычной скорости называются Renfe Medium Distance.